# Keith Miller
Keith Miller (nar. 1974? Ovid, Colorado) je americký operní zpěvák - basbaryton.

## Život
Studoval na University of Colorado kde byl rovněž obráncem universitního týmu amerického fotbalu. Během olympijských her v Atlantě v roce 1996 byl jedním ze sportovců, kteří nesli olympijskou pochodeň.
V polovině devadesátých let se po návštěvě muzikálu Fantom opery nadchl pro hudební divadlo. Poté, co slyšel árii Nessun dorma z Pucciniho opery Turandot v podání Luciana Pavarottiho, rozhodl se pro operu.
Po ukončení universitního studia byl pět let profesiíonálním hráčem amerického fotbalu v Arena Football League. Současně si půjčoval CD s operními nahrávkami a zkoušel podle nich zpívat. Na sportovním turné se náhodou dozvěděl o konkurzu do operního souboru na Concordia College v Moorhead ve státě Minnesota, kde byl přijat.
V roce 2002 poprvé vystoupil na veřejnosti a na podzim téhož roku začal studovat na Academy of Vocal Arts v Filadelfii. Studia ukončil v roce 2006 . Ve stejném roce debutoval v Metropolitní opeře v New Yorku, v Pucciniho opeře Madam Butterfly. Dále zpívá na operních scénách v Seattlu, Washingtonu, Portlandu a dalších městech.
Diváci na celém světě ho mohli vidět v přímých přenosech z Metropolitní opery MET in HD v rolích císařského komisaře v Pucciniho Madam Butterfly, kapitána Zunigy v Bizetově Carmen, nebo Kapitána v Čajkovského Evženu Oněginovi.

## Nahrávky

### Záznamy oper z Metropolitní opery v New Yorku
- Petr Iljič Čajkovskij: Evžen Oněgin (Eugene Onegin) - kapitán, DVD, DECCA, 2008 - tato nahrávka nominována v roce 2009 na cenu Grammy Award v kategorii nejlepších operních nahrávek [3]
- Georges Bizet: Carmen – Zuniga, DVD, Deutsche Grammophon, 2010